# یاسونوری نیشیکی
یاسونوری نیشیکی (انگلیسی: Yasunori Nishiki؛ زادهٔ ۱۰ ژوئیهٔ ۱۹۸۵) آهنگساز اهل ژاپن است.